# 432 Pythia
432 Pythia là một tiểu hành tinh ở vành đai chính. Nó được Auguste Charlois phát hiện ngày 18.12.1897 ở Nice và được đặt theo tên nữ tiên tri Pythia trong thần thoại Hy Lạp.